# Відомий космос
Відомий космос (англ. Known Space) — вигаданий всесвіт американського фантаста Ларрі Нівена, описаний в романах і збірках оповідань. Друкується з грудня 1964. Згодом долучилися інші автори.
Першим твором серії є перше оповідання Нівена «Найхолодніше місце» (1964), у якому цим місцем була темна сторона Меркурія. На момент написання вважалося, що Меркурій синхронно обертається навколо Сонця (те, що він обертається у резонансі 2:3, з'ясувалося після того, як Нівен вже отримав платню за твір, але він ще не був опублікований).
У серії описано приблизно тисячоліття історії майбутнього — від перших досліджень Сонячної системи до колонізації найближчих зоряних систем. У пізніх творах серії відомими космосом називають бульбашку неправильної форми 60 світлових років у поперечнику.
У серії «відомими космосом» називають невелику ділянку Молочного шляху, в центрі якого розміщена Земля.
Під час освоєння нових систем було встановлено контакти з іншими розумними видами.
Окремі твори описують події поза межами «відомого космосу», наприклад світ-кільце.
Спочатку серія складалася з двох часових проміжків — раннього (2000—2350) і пізнього (з 2651).
У ранньому періоді описано колонізацію Сонячної системи і польоти космічних кораблів на швидкості меншій за світлову з використанням ядерного синтезу і міжзоряного двигуна Бассарда. У пізньому періоді використовуються кораблі з надсвітловою швидкістю у гіперпросторі.
Нівен непрямо поєднав обидва періоди у оповіданні «Залишок імперії» (англ. A Relic of the Empire, грудень 1966), використавши тлом елементи цивілізації трінтів з раннього періоду як сюжет у надсвітловому оточенні.
У кінці 1980-их після тривалої перерви Нівен у співавторстві почав заповнювати часовий проміжок у серії оповіданнями про війни людей проти кзінів.

## Об'єкти
Більшість початкових колоній людства у всесвіті відомого космосу перебували на придатних для людей планетах. У першому періоді до появи надсвітлового двигуна до найближчих зоряних систем вирушали роботизовані апарати для дослідження планет на придатність для проживання. Апарати мали хибу в програмі — вони надсилали повідомлення про придатні території, а не планети. До розвіданих планет надсилалися кораблі з екіпажем у анабіозі. Часто колоністи мали знаходити вихід зі складних ситуацій.

### Земля
Колиска людства, влада належить Об'єднаним Державам, які дотримуються прямої демократії, але не схиляються до утопії. Впливовою організацією є глобальна поліція, яка бореться зі злочинністю з використанням передових технологій. Тривалий час майже всі злочини каралися смертним вироком і усі страти здійснювалися у шпиталях для пересадки органів. Перші закони про карну пересадку ухвалено 1993.
Поїдання кореня дерева життя перетворило Джека Бренана на людську версію пака (оповідання Дорослі (1967), перероблене в роман Захисник (1973)). Бренан використав отриману надвисоку інтелектуальність для змін медичних технологій і соціальної поведінки зі зменшенням рівня пересадки органів і збільшенням тривалості життя.
Бренан створив науку психістрію, яка використовувалася для «виправлення» усіх форм «розумових відхилень», що зробило населення неймовірно покірним.
На середину 21-го століття кількість населення стабільно 18 мільярдів.
Для боротьби з перенаселенням запроваджено ліцензію на дітородження, яку видають після виснажливих перевірок. Неліцензійне дітородження вважається найгіршим злочином.
Така політика, у поєднанні з телепортаціними установками і єдиною мовою та глобальною економікою призвело до генетичної однорідності населення.
Для запобігання розробки зброї масового знищення усі наукові дослідження контролюються владою, а усі потенційно небезпечні технології обмежено. Внаслідок обмежень відбувається дуже мало наукових проривів.
Прізвисько землян «плоскоземельці» натякає на їхню обмеженість і гіршу пристосованість порівняно з населенням колонізованих планет.

### Місяць
Супутник Землі. Окрема територія з власною відмінною культурою, але під контролем уряду Землі.
Народжені на Місяці («місячани») мають високі (до 2,5 м) і стрункі. З огляду на їхню статуру вважаються схожими на ельфів Толкіна.

### Марс
Четверта планета Сонячної системи, перша пілотована експедиція прибула 1996. Перша планетарна колонія, створена 2124 для дослідження посадкового модуля пака Фсстпока. Первісні «марсіани» винищені геноцидом Бренана 2183. Колонія збільшилася під час першої війни людей проти кзінів 2367—2433.

### Пояс астероїдів
Джерело цінних мінералів, які легко видобувати внаслідок низької гравітації.
Початково межа влади Об'єднаних Держав.
Створення астероїда-укриття з обертовою гравітацією, що дозволило безпечно ростити дітей, і астероїда фермерів як основного джерела їжі зменшило владу Землі. Проголошення незалежності 2109 закінчило напруження й економічні війни, сторони перейшли до мирної торгівлі ресурсами, на які багатий пояс і які необхідні землянам.

### Меркурій
Колонія з невеликим населенням. Відбувається переважно видобуток мінеральних речовин. Також використовується як гравітаційний якір для орбітальних сонячних станцій, які передають велетенськими лазерами енергію віддаленим колоніям.
До початку першої війни людей проти кзінів (2367) людська спільнота настільки миролюбна, що не існує зброї, а наміри вбити розумну істоту або створити зброю для цього вважаються розумовими відхиленнями і лікуються медичними препаратами, які притлумлюють такі думки.
Потужний лазер, навіть не спроєктований як зброя, може ефективно використовуватися у битвах. Використання меркуріанських лазерів як зброї на початку війни допомогло вистояти Сонячній системі.

### Вондерленд
Планета системи Альфа Центавра (4,3 св. р. від Сонячної системи), найперша колонія людства за межами Сонячної системи (з 2091). Гравітація становить 60 % земної.
Назва означає Дивокрай (англ. Wunderland).
Планета захоплена кзінами 2367 під час першої війни людей проти кзінів 2367—2433, звільнена 2420.
Система має пояс астероїдів у формі півмісяця, тому називається Зміїне кубло. Найбільший астероїд Тіамат має одне з найбільших поселень кзінів у відомому космосі.

### Джінкс
Супутник планети Праймарі системи Сиріус-Ей (8,6 св. р. від Сонячної системи), витягнутий припливними силами у яйцеподібну форму і припливно захоплений. Колонізований 2096. Незалежність проголошено 2200. У зонах, придатних для життя, гравітація на межі можливостей людського організму. Найближчий і найдальший від планети кінці перебувають вище рівня атмосфери. Центральна смуга між кінцями має дуже щільну і дуже гарячу атмосферу, придатну для проживання бандерснатчів. Регіони між кінцями планети і центральною смугою придатні для проживання людей. Кінці планети — головні промислові регіони.
Назва означає Зурочений (англ. Jinx).
Люди на планеті низькі і присадкуваті, найсильніші двоногі відомого космосу. Тривалість життя зменшена серцево-судинними хворобами.
Туризм забезпечує достатньо обігових коштів для бандерснатчів, які дозволяють людям полювати на себе з дотриманням суворих обмежень.

### Плато
Планета в зоряній системі Тау Кита (11,9 св. р. від Сонячної системи). Щільна атмосфера подібна до венеріанської. Для проживання людей придатне єдине високогірне плато площею з половину Каліфорнії (приблизно 200 тис. км²).
Корабель-колонія Планк досяг планети 2111. Шість членів екіпажу примусили 50 колоністів після виходу з анабіозу визнати Угоду про висадку, за якою екіпаж отримує відшкодування за витрачений робочий час в польоті. Відмова каралася смертю. Угода трималася в таємниці від наступних поколінь.
Сформувалася класова система з верхнім класом «екіпажу» і нижчим класом «колоністів». Влада використовувала монополію на пересадку органів і поліцейський контроль населення.
2290 відбувся спалах чуми.
Репресивна система знищена 2342 після доставки технології омолодження.

### Хоум
Планета в системі зірки Епсилона Індіанця (11,81 св. р. від Сонячної системи). Колонізована 2189 повільними кораблями-колоніями і автоматичними допоміжними кораблями. Використання штучно вирощених ембріонів значно збільшило початкове населення.
Назва пов'язана з помітною схожістю з Землею (англ. Home — Дім). Доба тривалістю майже 24 години, Гравітація 1,08 g. Подібні океани, середня температура, пори року і супутник.
2361 Бренан і Трусдейл прибули на Хоум. Трусдейл вбив Бренана, аби запобігти втіленню плану з перетворення населення на захисників для створення армії, яка мала боротися з паками, але сам був заражений вірусом захисника, тому план реалізувався.
Перетворене населення таємно знищене внаслідок війни. Населення швидко відновлене після прильоту наступного корабля-колонії 2385.

### Вімейдіт
Планета в системі Проціон Ей, (11,4 св. р. від Сонячної системи). Гравітація 0,6 g. Вісь значно нахилена до площини екліптики (як в Урана), що створює потужні вітри зі швидкістю 800 км/год впродовж половини планетарного року. Водойми вʼязкі, переповнені водоростями. Великий крижаний супутник іронічного названо Десерт-Ісл (пустельний острів).
Назва пов'язана з аварійною посадкою першого корабля-колонії (англ. We Made It — Ми змогли). Столиця розташована на місці аварійної посадки і зветься Крашлендер-Сіті
Населення проживає підземно, дуже високого зросту, більшість альбіноси, прізвисько «розбивники»

### Сільверайс
Планета в системі Бета Південної Гідри (21,3 св. р. від Сонячної системи). Найдальша від Землі заселена людьми планета. Колонізована 2220.
Назва означає Срібні очі (англ. Silvereyes), оскільки з орбіти рабські соняшники нагадують очі.
Батьківщина рабських соняшників — телепатично контрольованих рослин, виведених кзіинами для захисту маєтків. Рослини зосереджують сонячне проміння на будь-якому об'єкті для його знищення.

### Марґрейв
Планета в зоряній системі Лямбда (27) Змії (31 св. р. від Сонячної системи). Виявлена 2427. Названо на честь першовідкривача Джея Марґрейва Джуланда.
Батьківщина велетенських птахів, названих людьми рух (величезний міфологічний птах в арабському фольклорі)
Джей Марґрейв Джуланд і рештки його експедиції зникли 2435 після восьми років очікування порятунку.
2461 прибули рятувальники, виявили корабель і не знайшли слідів людей. Записи бортового журналу обриваються через 8 років після висадки.

### Дон
Батьківщина кроґів, колишня колонія кзінів. Обертається навколо тьмяної холодної зірки класу Ем «Ел5-1668», за 12,3 світлового року від Сонця, значно червонішої і холоднішої (Сонце належить до жовтих зірок).
Назва означає Світанок (англ. Down), оскільки на планеті недостатньо освітлення.
Планета частково придатна для проживання людей завдяки великому супутнику Шейлі.
Кроґи налаштовані прихильно до людей, але останніх лякає телепатична здатність аборигенів керувати тваринами і, можливо, розумним видами. Під впливом страху люди розмістили на близькій до зірки орбіті генератор з двигуном Бассарда, щоб знищити кроґів у випадку агресії проти розумних істот.

### Шітклоус
Планета в системі невизначеної зірки за 90 св. р. від Сонячної системи.
Назва означає Пазурі ніг (англ. Sheathclaws).
Колонізована людьми і нащадками кзіна-телепата.
Існування приховувалося кілька століть. Виявлена людьми 2466.

### Каньйон
Друга з семи планет зоряної системи пі Ерідана-Ей (22 св. р. від Сонячної системи).
Використовувалася кзінами під назвою Ворхед  (англ. Warhead, боєголовка) як військовий форпост з огляду на розріджену атмосферу.
2531 після використання надпотужної зброї, яка створила глибокий розлом на планеті, закінчилася третя війна людей проти кзінів. За мирним договором планета перейшла до людей, які її перейменували.
В розломі зібралися повітря і волога з атмосфери, що зробило його придатним для дихання. Також на дні утворилося море. Люди збудували велике місто вздовж стіни розлому.

### Фафнір
Океанічна планета в системі жовтого карлика. Один континент Шаст, де розміщена промисловість, тисячі коралових островів. Відсутні полярні льодовики. Доба тривалістю 22 години.
Колонізована кзінами під назвою Шаст (вбивство при копанні нір). Захоплена людьми під час четвертої війни людей проти кзінів. За мирним договором 2615 перейшла до людей, які її перейменували. Назва походить від імені персонажа скандинавської міфології, який з часом набув вигляду дракона.
Проживають: дельфіни в океані, кзіни на континенті, люди на коралових островах.

### Світ-кільце
Штучна структура у формі кільця навколо зірки класу G2-G3, яка менше і трохи холодніше Сонця.
1 доба = 30 земних годин.
1 оберт = 7,5 діб.
Маса = 2×1030 грамів ≈ 300 мас Землі ≈ масі Юпітера.
Радіус = 1,53×108 км ≈ 1 Астрономічна одиниця.
Окружність = 9,6×108 км
Ширина = 1 604 516 км
Площа поверхні = 1,5×1015 км² ≈ 3×106 поверхні Землі.
Гравітація на поверхні = 0,992 g.
Швидкість обертання = 1,2×106 м / с.
Крайові стіни піднімаються на висоту 1609 км.
На поверхні внутрішньої сторони Світу-Кільця представлено всі види ландшафту звичайних планет — великі рівнини, моря, острови, затоки, долини тощо. Атмосфера складається з азотно-кисневої суміші, і щоб уникнути дисипації у відкритий космос, утримується крайовими стінами Світу-Кільця. Тектонічна активність відсутня. Визначною рисою Світу-Кільця є наявність двох великих океанів, розташованих діаметрально один до одного.
Перша експедиція людей досягла Світу-кільця 2851.

## Розумні види
- Людство — прогресивна раса вихідців з Землі. Частину Всесвіту, досліджену людьми, також прийнято називати Людським космосом. Влада належить Об'єднаним Державам (імовірно — подальший аналог розвитку Організації Об'єднаних Націй). Протягом багатьох сотень років при Об'єднаних Державах існує потужна військова організація, відома як АРМ (Асоціація Регіональної Міліції), яка виконує роль армії людства, хоч і обмежена юрисдикцією просторової системи Земля-Місяць. Щодо людства Об'єднані Держави проводять жорстку демографічну політику, контролюючи народжуваність дітей.
- Лялькарі Пірсона — двоголові триногі розумні істоти. У кожній голові (на витягнутій шиї) знаходиться пара очей і рот, а мозок розташовано в горбу між підставами обох голів. В розвитку сюжетної лінії можна дізнатися, що голови лялькарів успішно виконують і функції рук. У випадку прямої небезпеки лялькарі приховують голову між передніми ногами, а задньою ногою готуються завдати єдиний смертельний удар. На відміну від більшості розумних видів лялькарі Пірсона є тристатевими істотами — одна стать виношує сперматозоїди для запліднення, друга — яйцеклітину. У період спарювання ці статі розміщують свої клітини в третій статі, призначеній для виношування зародка. Рідній світ разом лялькарів з чотирма тераформованими планетами утворює так звану «Розету Кемплерера». Це штучне скупчення планет також іменується Флотом Світів. Уряд представлено двома партійними організаціями, що змінюють одна одну при владі залежно від суспільних настроїв: експерименталісти та консерватори. Лялькарі — надзвичайно обережні (боягузливі від природи) істоти. Вони прагнуть будь-яким способом уникнути навіть найменшої небезпеки, а тих одноплемінників, хто виходить за рамки цього способу життя, вважають божевільними. Цивілізація лялькарів розвинена технологічно вище, ніж будь-яка інша раса у Відомому космосі. Вони спостерігають і втручаються в розвиток усіх відомих розумних видів, зокрема людей та кзінів.
- Кзіни — гуманоїдоподібний розумний вид хижаків. Зовнішнім виглядом схожі на великих кішок Землі (найбільше на тигрів). Як і більшість розумних видів — двостатеві істоти. Назва походить від їхньої рідної планети Кзін. На противагу лялькарям Пірсона — надзвичайно хоробрий і войовничий вид. У період проживання в межах рідного світу вели постійні війни за життєвий простір. Вийшовши на космічні простори, продовжили агресивну політику щодо інших світів, придатних для колонізації. До моменту контакту з людством знищили або підкорили багато видів. Кілька разів намагалися розв'язати і виграти війни проти людства, проте через те, що їм не вистачало терпіння добре підготуватися, завжди програвали, причому завжди — з великим розгромом. Уряд типу монархії — главою Імперії кзінів (Патріархату) є Патріарх.
- Пак — передбачувані прабатьки землян. Про них практично нічого невідомо. Можливо, їхній рідній світ розташовувався неподалік від Ядра галактики, звідки вони почали експансію на її околиці. Свідченням на користь спорідненості паків з людством є той факт, що на Землі представники цієї раси вважаються давно вимерлим видом Homo Habilis.
- Кроґи — сидяча форма життя з планети Дон. Найбільша частина їхнього життя минає нерухомо на каміннях. Півтораметрові волохаті конуси з шириною 120 см, лисою округлою верхівкою, червонуватого кольору, подібного на піски планети. Чотири маленькі безволосі несправжні кінцівки. Губи метрового розрізу, очі відсутні. Молоді самиці ніби схожі на волохатого бульдога. Після парування знаходять камінь і кріпляться. Молоді самці розміром з чихуахуа. Обидві статі мають підковоподібні зубчасті ріжучі утворення замість зубів.
- Сторонні — таємничі міжзоряні мандрівники. Продають технології й інформацію. Мандрують у негерметичних кораблях без гіпердвигунів. За формою нагадують дев'ятихвостий канчук з масивним руків'ям, хвости якого невеликі газові струмені. Живляться термоелектричними процесами, які виникають коли частина тіла освітлена, а інша затемнена. З незрозумілих причин рухаються слідом за зоряним (вітрильним) насінням. Інформація про сторонніх і зоряне насіння відома в одному трильйоні зоряних систем.

## Технології
- Пересадка органів у середині 21-го століття на Землі була можливою від будь-якого донора. Поділ людей за рівнями відторгення дозволив запобігти імунній відповіді і забезпечити довічне користування. До 24-го століття існувала контрабанда органів, яка зникла після появи технології омолодження.
- Гіпердвигуни (надсвітловий рух), отримані людьми від сторонніх 2409 під час першої війни людей проти кзінів (2367-2433), з ними корабель може рухатися зі швидкістю 1 св.р. за три доби або в 120 разів швидше за світло. Технологія дозволила людям перемогти у війні, а згодом об'єднати колонії, до цього розділені відстанями. Пізніше з'явився гіпердвигун «Квантум II», розроблений лялькарями, зі швидкістю 1 св.р. 1,25 хв або в 420 разів швидше за світло.
- Поле стазису генерує спеціальний стан, в якому час тече дуже повільно. Затримка може досягати мільйонів років реального часу на кілька секунд поля. Об'єкт, поміщений в таке поле, майже невразливий.
- Атомарна нитка — настільки тонка, що ріже все, чого торкається.

## Хронологія
1,5 млрд до н. е. У реальному всесвіті на Землі виникли перші еукаріоти.
Трінти, згодом відомі як «рабовласники», завоювали галактику, використавши телепатичний контроль свідомості.
Флот тнуків уник завоюювання трінтами, вилетівши у космос.
Трінти надали тнукам найбільше прав з усіх уярмлених видів, оскільки визнали цінність використання їхнього вільнодумства.
Тнуки створили для трінтів як худобу «біле м'ясо» (згодом звані бандерснатчі). Бандерснатчі мали прихований від телепатичного контролю інтелект і шпигували для тнуків.
Тнуки створили захисників з уярмленого трінтами виду для використання як біологічну зброю, стійку до телепатичного контролю.
Захисники винайшли для тнуків гіперстрибок, дезінтегратор, поле стазису, можливо контроль гравітації.
Трінт Кзанол зазнав аварії у космічному кораблі, що зробило неможливим гальмування. Кзанол спрямував корабель в напрямку Сонячної системи на зіткнення з супутником восьмої планети і використав стазис для себе. На цей час трінти виявили 219 придатних небесних тіл, 65 з них мали життя, 17 або 18 мали розумне життя. 155 стерильних планет готувалися для заселення і тимчасово використовувалися для вирощування дріждів (Земля була однією з таких).
Тнуки повстали проти трінтів. Перед неминучою поразкою трінти створили телепатичний підсилювач, яким передали наказ усім розумним видам Галактики здійснити самогубство. Після вимирання рабів трінти також вимерли, оскільки не могли існувати самостійно.
Об'єкти, які трінти готували для заселення, почали еволюціонувати самостійно, що призвело до появи розумних видів.
3 млн до н. е. У центрі Галактики почалася безкінечна війна, що знищувала придатність найближчих планет для заселення.
З центру Галактики у видовбаному астероїді вздовж одного з рукавів вирушила колонізаційна експедиція з 72 паків-захисників і 1000 паків-породжувачів.
2,5 млн до н. е. Колонізаційна експедиція прибула на Землю. Ґрунти Землі з низьким вмістом талію не підтримували дерева життя, що призвело до смерті паків-захисників. Залишилися паки-породжувачі (Homo habilis), які еволюціонували у Homo sapiens.
1,1 млн до н. е. Населення паків у центрі Галактики коливається і межах 10-100 млн внаслідок безперервної війни.
10 тис. паків-захисників почали проєкт колонізації віддалених планет і виявили записи про експеддицію на Землю. Почали будувати корабель-носій і кілька винищувачів-розвідників.
1 099 920 до н. е. Для керування збудованими кораблями залишилося 600 паків-захисників,
1 098 920 до н. е. Після 1000 років польоту померла половина захисників. Нестачу поповнили з породжувачів
1 млн до н. е. Після 90 тис. років еволюції з'явилися захисники здатні жити без постійного відчуття запаху родичів.
У системі з єдиною планетою газовим гігантом масою 20 Юпітерів збудовано світ-кільце. 1 масу Юпітера перетворено на будівельний матеріал скрит, решту використано для живлення термоядерних реакторів, які обертають систему для утворення гравітації.
Паки кільця вивчили найближчі планети, на яких могли би з'явитися небезпечні вороги. Зразки екосистем цих планет було втілено в кільці на їхніх мапах. Мапу Землі використали як тестовий зразок. Мапу Паку створили як в'язницю для захисників. Створення екосистеми кільця тривало 13 тис. років.
800 тис. до н. е. Закінчено створення світу-кільця
500 тис. до н. е. Кількість паків-породжувачів у кільці сягнула трильйона.
Захисники зникли на більшій частині кільця.
Лялькарі придбали у сторонніх планетарні двигуни, транспортували два аграрні небесні тіла з найближчих систем і долучили до двох наявних, пересунули власну планету на 1/10 св.р., що зменшило проблему надлишкового тепла і збільшило населення вдвічі до трильйона. Незабаром після пересування планети зірка збільшилася до червоного гіганта і лялькарі пересунули чотири аграрні небесні тіла.
200 тис. до н. е. У реальному всесвіті на Землі виникли перші Homo sapiens.
33 тис. до н. е. Пак Фсстпок виявив записи про зниклу експедицію в галактичний рукав і вирішив організувати рятувальну операцію. Зібравши бездітних захисників, Фсстпок вирушив до Землі.
32,8 тис. до н. е. Перша хвиля мігрантів на приблизно 240 кораблях вирушила з Паку.
32,5 тис. до н. е. Друга хвиля мігрантів на приблизно 150 кораблях вирушила з Паку.
1000 до н. е. На цей час почала зростати міжзоряна імперія кзінів.
1733 На цей час сторонні продали лялькарям координати світу-кільця.
Зонди лялькарів надіслали інфекцію у світ-кільце.
Перемога консерваторів на виборах зупинила втручання лялькарів у світ-кільце. Почалася епоха правління консерваторів тривалістю 600 років.
1985 Космічний корабель людей відвідав Меркурій і вирушив до Венери.
1993 Ухвалено перші закони людей про карну пересадку органів.
1996 На Марс прибула перша пілотована експедиція людей.
1989 Після 18 місяців польоту з використанням іонного двигуна на Плутон прибула перша пілотована експедиція людей.
2006 Почато заселення людьми Місяця і поясу астероїдів.
2025 Початок мирного періоду в історії людства тривалістю 350 років.
2046 Почалося будівництво астероїда-укриття в поясі астероїдів.
2050 На Землі створено всепланетний уряд. Створено об'єднану правоохоронну структуру. Закони регулювання народжуваності стабілізували населення Землі на позначці 18 мільярдів. Психологічна реабілітація виправляє дві третини злочинців. Телескопи поясу астероїдів виявили планети навколо зірки Ел5-1668.
2061 Перший повільний корабель-колонія людей вирушив до зоряної системи Альфа Центавра Ей (4,3 св. р. від Сонячної системи). Автоматичний корабель-голка № 4 виявив єдину придатну для заселення територію на планеті зоряної системи Тау Кита і внаслідок хиби в програмі повідомив про придатну планету.
2065 Автоматичний корабель-голка людей виявив у зоряній системі Сиріуса-Ей дві придатні для заселення зони на супутнику планети Бінарі і внаслідок хиби в програмі повідомив про придатну планету.
2071 Закінчено будівництво астероїда-укриття. Жінкам з поясу астероїдів не треба повертатися на Землю для народження дітей.
2072 Корабель-колонія людей вирушив до зоряної системи Проціона (11,4 св. р. від Сонячної системи).
2074 Корабель-колонія людей вирушив до зоряної системи Сиріуса (8,6 св. р. від Сонячної системи).
2082 Корабель-колонія людей вирушив до зоряної системи Тау Кита (11,9 св. р. від Сонячної системи).
2091 Вондерленд колонізовано дев'ятнадцятьма родинами людей.
2094 Автоматичний корабель-голка людей виявив планету в зоряній системі Епсилона Індіанця.
2096 Людьми колонізовано Джінкс — супутник планети Праймарі зоряної системи Сиріуса.
2097 Друга експедиція людей на Джінкс виявила бандерснатчів і надіслала звіт на Землю.
2098 Перший величезний повільний корабель людей з великим радіаційним щитом Шріва вирушив до Альфа Центавра.
2100 Дельфіни виявили «морську статую» і продали її Об'єднаним державам.
За використання супутників Юпітера запроваджено санкції до поясу астероїдів. Економічна між Землею і поясом.
На цей час до складу Об'єднаних держав прийнято три види китоподібних.
Населення поясу менше 1 млн.
2105 Перша конференція з перегляду угоди про використання Місяця.
2106 Землі досяг звіт другої експедиції на Джінкс про виявлення бандерснатчів.
Почато телепатичне дослідження «морської статуї», яка виявилася трінтом Кзанолом в стазісі.
До цього часу зникли закони про кишенькові крадіжки.
2107 Повільний корабель-колонія людей Лейзі-ейт-3 вирушив до супутника Джінкс.
2108 Перший величезний повільний корабель людей з великим радіаційним щитом Шріва досяг планети Вондерленд (зоряна система Альфа Центавра).
2109 Підписано декларацію про незалежність поясу астероїдів. Об'єднані держави зберегли Місяць, Титан, кільця Сатурна, Меркурій, Марс і його супутники.
2111 Корабель-колонія людей Планк досяг планети Плато в зоряній системі Тау Кита (11,9 св. р. від Сонячної системи). Шість членів екіпажу примусили 50 колоністів визнати Угоду про висадку.
Автоматичний корабель-голка людей виявив планету в зоряній системі Бета Південної Гідри (21,3 св. р. від Сонячної системи).
2115 Повільний корабель-колонія людей Лейзі-ейт-3, який летів до супутника Джінкс в зоряній системі Сиріуса, зазнав аварії при підготовці до розвороту, що значно уповільнило швидкість руху. Імовірно аварію влаштували лялькарі.
2122 Ухвалено перший закон людей про заморожування, який дозволяв використовувати кріогенно заморожені тіла померлих, які не змогли би жити повноцінно після оживлення, використовувати для пересадки органів. До банків органів передано 1,2 млн тіл.
Корабель-колонія людей з великим радіаційним щитом Шріва вирушив до Тау Кита (11,9 св. р. від Сонячної системи).
2124 До цього часу дві третини кріогенно заморожених людей можна успішно оживити.
Запропоновано другий закон людей про заморожування, який дозволив би передати в банки органів приблизно 300 тис. заморожених тіл, які були божевільними на момент смерті.
2125 Створено сонячно-електричну фарбу, дешевизна якої робить зайвим будівництво нових гелієвих електростанцій на Місяці.
Захисник Фсстпок за сприяння лялькарів прибуває в Сонячну систему для стимулювання землян досягти технологій рівня кзінів. У поясі астероїдів він захоплює Джека Бренана і годує його коренем дерева життя, що перетворює Бренана на захисника.
Не вдалося ухвалити другий закон про заморожування.
На цей час людьми не виготовляється офіційно смертельна зброя, навіть військові не користуються нею.
2136 Автоматичний корабель-голка людей виявив планету в зоряній системі 70 Змієносця Ей (16,6 св. р. від Сонячної системи).
2145 Повільний корабель-колонія людей серії Лейзі-ейт, який летів до супутника Джінкс в зоряній системі Сиріуса, зазнав аварії при підготовці до розвороту, 4 членів екіпажу і 50 пасажирів продовжили політ у стані стазису.
2151 Корабель-колонія людей Артур Кларк досяг планети Плато в зоряній системі Тау Кита (11,9 св. р. від Сонячної системи). Екіпаж і пасажирів примусили визнати Угоду про висадку.
2155 На Землі «перезапущено» Гольфстрім для боротьби з глобальним похолоданням.
2161 Повільні кораблі-колонії людей вирушили до Епсилона Індіанця.
2183 Крижаний астероїд врізався у Марс, що збільшило обсяг води в атмосфері і можливо знищило марсіан.
2189 Повільні кораблі-колонії людей і автоматичні допоміжні кораблі колонізували планету Хоум в системі зірки Епсилона Індіанця (11,81 св. р. від Сонячної системи). Використання штучно вирощених ембріонів значно збільшило початкове населення.
2195 Імовірно почато цензурування усіх повідомлень людей про вбивства. Почато цензурування військової історії.
2200 Проголошено незалежність супутника Джінкс.
2220 Перший повільний корабель-колонія людей прибув у зоряну систему Бета Південної Гідри (21,3 св. р. від Сонячної системи).
2290 Спалах чуми на Плато.
2314 Збудовано прототип безпечного генератора поля. Укладено угоду про будівництво корабля з цією технологією.
2316 Збудовано пілотований корабель людей з безпечним генератором поля, достатньо великий для чотирьох осіб.
2330 Зонди лялькарів виявили імперію кзінів. Загроза повернула до влади експерименталістів після 600 років влади консерваторів.
2342 Автоматичний корабель-голка #143 доставив на Плато технологію омолодження, що спричинило революцію на планеті і припинило панування касти екіпажу.
2361 Бренан і Трусдейл прибули на Хоум. Трусдейл вбив Бренана, аби запобігти втіленню плану з перетворення населення на захисників, але сам був заражений вірусом захисника, тому план реалізувався.
2367 Кзіни захопили Вондерленд.
2385 Хоум повторно колонізовано людьми.
2405 Флот кзінів, який рухався для нападу на Землю, під час зупинки для поповнення на планеті Дон, зазнав саботажу кроґів.
2409 Для зменшення агресивності кзінів лялькарі втрутилися у першу війну людей проти кзінів і спрямували корабель сторонніх до Вімейдіт. На планеті сторонні продали людям інструкцію зі створення гіпердвигуна, з яким корабель може рухатися зі швидкістю 1 св.р. за три доби або в 120 разів швидше за світло.
2411 Через два роки після контакту зі сторонніми на Вімейдіт, корабель людей з гіпердвигуном, екіпаж якого нічого не знав про війну, прибув у Сонячну систему.
2420 Флот людей з гіпердвигунами звільнив систему Альфа Центавра.
2427 Виявлену в зоряній системі 27 Змії (31 св. р. від Сонячної системи) планету названо Марґрейв на честь першовідкривача Джея Марґрейва Джуланда.
2433 Закінчилась перша війна людей проти кзінів (почалась 2367)
Впродовж війни вбито понад мільйон кзінів-чоловіків або дві третини. Під час війни кзіни вперше за багато років зростали чисельно, оскільки припинили битися один з одним і знищувати надлишкових малят.
Конфісковано дві планети кзінів.
Дельфіни почали мігрувати на об'єкти з океанами.
Значно поширилася міжпланетна мова, первісно створена для зручності спілкування у військових питаннях.
Валюта «зоря», створена на базі кредитів Джінкса і військового квитка Вімейдіт, почала витискати марку об'єднаних держав як розрахунковий засіб у міжпланетних транзакціях поселень людей.
2435 Джей Марґрейв Джуланд і рештки його експедиції зникли після восьми років очікування порятунку на планеті Марґрейв.
2445 Патріарх кзінів почав шукати споріднених самок з умінням навігації у гіперпросторі для створення гілки нащадків з вродженим умінням.
2449 Почалася друга війна людей проти кзінів. Кзіни здійснили диверсійну атаку на зоряні бази Сигми Дракона і зірки Барнарда, спробували повернути Дон і здійснити другий великий наступ на Землю.
2461 Після отримання повідомлення рятувальники прибули на Марґрейв, де виявили корабель і не знайшли слідів людей. Записи бортового журналу обриваються через 8 років після висадки.
2466 За 90 св. р. від Сонячної системи виявлено об'єднану колонію людей і кзінів Шітклоус.
2475 Закінчилася друга війна людей проти кзінів.
Впродовж війни вбито дві третини кзінів-чоловіків.
Конфісковано дві планети кзінів.
2490 Почалася третя війна людей проти кзінів.
2500 Міжпланетна мова стала панівною у населених людьми світах. Англійська більше не вживається широко.
Можливо панівною валютою стала «зоря».
Людина Пірсон зустрілася з лялькарями.
2531 Після використання надпотужної зброї, яка створила глибокий розлом на планеті кзінів Ворхед, закінчилася третя війна людей проти кзінів.
Впродовж війни вбито дві третини кзінів-чоловіків.
Конфісковано дві планети кзінів.
2609 Атакою кзінів-камікадзе на патрульні кораблі людей в системі Епсилон Ерідана почалася четверта війна людей проти кзінів.
2615 Закінчилася четверта війна людей проти кзінів.
Впродовж війни вбито дві третини кзінів-чоловіків.
Конфісковано дві планети кзінів. Кзінів повністю роззброєно, дозволено мати поліційні сили.
2624 Сторонні виявили повільний корабель-колонію серії Лейзі-ейт, який 2145 зазнав аварії при підготовці до розвороту.
2850 Відомий космос має 80 св. р. у поперечнику.
Загальна чисельність людства понад 30 мільярдів.
Загальна чисельність дельфінів до 10 мільярдів.
Чисельність кзінів увосьмеро менша, ніж при першій зустрічі з людьми.
2851 Перша експедиція людей досягла Світу-кільця.
Виявлено втручання лялькарів у війни людей проти кзінів.

## Книги
- Світ птавів (англ. World of Ptavvs), 1966.
- Дарунок із Землі (англ. A Gift from Earth), 1968.
- Нейтронна зірка (англ. Neutron Star), 1968, збірка.
- Вигляд космосу (англ. The Shape of Space), 1969, збірка.
- Захисник (англ. Protector), 1973, номінації Г'юго і Локус 1974.
- Розповіді про відомий космос: Всесвіт Ларрі Нівена (англ. Tales of Known Space: The Universe of Larry Niven), 1975, збірка.
- Довгорукий Джил Гамільтон (англ. The Long ARM of Gil Hamilton), 1976, збірка.
- Клаптикова дівчина (англ. The Patchwork Girl), 1980.
- Світ птавів / Дарунок із Землі / Нейтронна зірка, 1991, спільне видання.
- Розтрощ: Збірка розповідей про Беовульфа Шеффера(англ. Crashlander: The Collected Tales of Beowulf Shaeffer), 1994, збірка.
- Плоскоземелець (англ. Flatlander), 1995, нова редакція Довгорука Джила Гамільтона з додаванням Клаптикової дівчини.
- Три книги про відомий космос (англ. Three Books of Known Space), 1996, передрук Розповідей про відомий космос… з Безум має власне місце (англ. Madness Has Its Place) замість Прикордоння Сонця (англ. The Borderland of Sol) з додаванням Світу птавів і Дарунка із Землі.

#### Світ-Кільце
- Світ-Кільце (англ. Ringworld), 1970, Неб'юла 1970,Г'юго і Локус 1971.
- Інженери Світу-Кільця (англ. The Ringworld Engineers), 1979, номінації Г'юго і Локус 1981.
- Трон Світу-Кільця (англ. The Ringworld Throne), 1996.
- Діти Світу-Кільця (англ. Ringworld's Children), 2004.

- Путівник світом кільця Ларрі Нівена (англ. Guide to Larry Niven's Ringworld), 1994, співатор Кевін Стейн.

#### Світи (співавтор Едвард Лернер)
- Флот світів (англ. Fleet of Worlds), 2007.
- Жонглер світів (англ. Juggler of Worlds), 2008.
- Знищувач світів (англ. Destroyer of Worlds), 2009.
- Зрадник світів (англ. Betrayer of Worlds). 2010.
- Доля світів (англ. Fate of Worlds), 2012. — також вважається закінченням серії Світ-Кільце.

#### Війни людей проти кзінів
Збірки творів
- Війни людей проти кзінів (англ. Man-Kzin Wars), 1988.
- Війни людей проти кзінів II  (англ. Man-Kzin Wars II), 1989.
- Війни людей проти кзінів III (англ. Man-Kzin Wars III), 1990.
- Війни людей проти кзінів IV (англ. Man-Kzin Wars IV), 1991.
- Війни людей проти кзінів V (англ. Man-Kzin Wars V), 1992.
- Війни людей проти кзінів VI (англ. Man-Kzin Wars VI), 1994.
- Війни людей проти кзінів VII (англ. Man-Kzin Wars VII), 1995.
- Війни людей проти кзінів VIII: Називання (англ. Man-Kzin Wars VIII: Choosing Names), 1998.

- Найкраща з усіх можливих війн: Найкраще з війн людей проти кзінів (англ. The Best of All Possible Wars: The Best of the Man-Kzin Wars), 1998.

- Війни людей проти кзінів IX (англ. Man-Kzin Wars XI), 2002.
- Війни людей проти кзінів X: Чудова війна (англ. Man-Kzin Wars X: The Wunder War), 2003.
- Війни людей проти кзінів XI (англ. Man-Kzin Wars XI), 2005.
- Війни людей проти кзінів XII (англ. Man-Kzin Wars XII), 2009.
- Війни людей проти кзінів XIII (англ. Man-Kzin Wars XIII), 2012.
- Війни людей проти кзінів XIV (англ. Man-Kzin Wars XIV), 2013.
- Війни людей проти кзінів XV (англ. Man-Kzin Wars XV), 2019.

Романи
- Котячий будинок: Роман про війни людей проти кзінів (англ. Cathouse: A Novel of the Man Kzin-Wars), 1990, співавтор Дін Інґ — поєднані два оповідання з перших двох книг серії.
- Дитяча година: Роман про війни людей проти кзінів (англ. The Children's Hour: A Novel of the Man-Kzin Wars), 1991, співавтори Джеррі Пурнелл і Стівен Стірлінг — використано матеріали з другого і третього томів.
- Непостійна зірка (англ. Inconstant Star), 1991, співавтор Пол Андерсон — поєднані два оповідання з першого і третього томів серії.
- Темніша геометрія (англ. A Darker Geometry), 1996, співавтори Марк Мартін і Грегорі Бенфорд — використано матеріали з сьомого тому.
- Доми Кзінті (англ. The Houses of the Kzinti), 2002, співавтори Дін Інґ, Джеррі Пурнелл, Стівен Стірлінг — поєднані Котячий будинок… і Дитяча година….
- Кузня долі: Роман про війни людей проти кзінів (англ. Destiny's Forge: A Man-Kzin Wars Novel), 2007, співавтор Пол Чеф.